# Serracapriola
Serracapriola é uma comuna italiana da região da Puglia, província de Foggia, com cerca de 4.336 habitantes. Estende-se por uma área de 143 km², tendo uma densidade populacional de 30 hab/km². Faz fronteira com Chieuti, Lesina, Rotello (CB), San Martino in Pensilis (CB), San Paolo di Civitate, Torremaggiore.

## Demografia
| Variação demográfica do município entre 1861 e 2011                               |
|                                                                                   |
| Fonte: Istituto Nazionale di Statistica (ISTAT) - Elaboração gráfica da Wikipedia |